# Dolci scelte
Dolci scelte (Candy Jar) è un film del 2018 diretto da Ben Shelton.
Commedia romantica statunitense con protagonisti Sami Gayle e Jacob Latimore. È stata distribuita il 27 aprile 2018 da  Netflix.

## Trama
Lona e Bennett sono due ambiziosi studenti delle scuole superiori, alla disperata ricerca di distinguersi dalla massa. Lona vuole andare a studiare all'università di Harvard, mentre Bennett a quella di Yale. I due sono rivali nel club di dibattito fino a quando si ritrovano costretti a collaborare per realizzare le loro ambizioni universitarie. Non sanno però che questo li porterà a scoprire i loro sentimenti riguardanti loro due.